# Simhopp vid världsmästerskapen i simsport 2024
Simhopp vid världsmästerskapen i simsport 2024 avgjordes mellan den 2 och 10 februari 2024 i Hamad Aquatic Centre i Doha i Qatar.

## Program
Det tävlades i 13 grenar.
Alla tider är lokala (UTC+3).
| Datum            | Tid   | Gren                                    |
| ---------------- | ----- | --------------------------------------- |
| 2 februari 2024  | 10:00 | Damernas 1 meter svikt                  |
| 2 februari 2024  | 15:00 | Mixad lagtävling                        |
| 2 februari 2024  | 19:00 | Damernas 1 meter svikt                  |
| 3 februari 2024  | 10:00 | Herrarnas 1 meter svikt                 |
| 3 februari 2024  | 16:00 | Mixat parhopp 10 meter plattform        |
| 3 februari 2024  | 19:00 | Herrarnas 1 meter svikt                 |
| 4 februari 2024  | 10:00 | Damernas 10 meter plattform             |
| 4 februari 2024  | 15:30 | Herrarnas parhopp 3 meter svikt         |
| 5 februari 2024  | 10:00 | Damernas 10 meter plattform, semifinal  |
| 5 februari 2024  | 18:30 | Damernas 10 meter plattform             |
| 6 februari 2024  | 10:00 | Herrarnas 3 meter svikt                 |
| 6 februari 2024  | 18:30 | Damernas parhopp 10 meter plattform     |
| 7 februari 2024  | 10:00 | Herrarnas 3 meter svikt, semifinal      |
| 7 februari 2024  | 13:00 | Damernas parhopp 3 meter svikt          |
| 7 februari 2024  | 18:30 | Herrarnas 3 meter svikt                 |
| 8 februari 2024  | 10:00 | Damernas 3 meter svikt                  |
| 8 februari 2024  | 18:30 | Herrarnas parhopp 10 meter plattform    |
| 9 februari 2024  | 10:00 | Damernas 3 meter svikt, semifinal       |
| 9 februari 2024  | 13:00 | Herrarnas 10 meter plattform            |
| 9 februari 2024  | 18:30 | Damernas 3 meter svikt                  |
| 10 februari 2024 | 10:00 | Herrarnas 10 meter plattform, semifinal |
| 10 februari 2024 | 13:30 | Mixat parhopp 3 meter svikt             |
| 10 februari 2024 | 18:30 | Herrarnas 10 meter plattform            |

## Medaljörer

### Herrar
| Gren                                   | Guld                              | Guld   | Silver                                       | Silver | Brons                                     | Brons  |
| 1 meter svikt Detaljer...              | Osmar Olvera · Mexiko             | 431,75 | Li Shixin · Australien                       | 395,70 | Ross Haslam · Storbritannien              | 393,10 |
| 3 meter svikt Detaljer...              | Wang Zongyuan · Kina              | 538,70 | Xie Siyi · Kina                              | 516,10 | Osmar Olvera · Mexiko                     | 498,40 |
| 10 meter plattform Detaljer...         | Yang Hao · Kina                   | 564,05 | Cao Yuan · Kina                              | 553,20 | Oleksij Sereda · Ukraina                  | 528,65 |
| Parhopp 3 meter svikt Detaljer...      | Kina · Long Daoyi · Wang Zongyuan | 442,41 | Italien · Lorenzo Marsaglia · Giovanni Tocci | 384,24 | Spanien · Adrián Abadía · Nicolás García  | 383,28 |
| Parhopp 10 meter plattform Detaljer... | Kina · Lian Junjie · Yang Hao     | 470,76 | Storbritannien · Tom Daley · Noah Williams   | 422,57 | Ukraina · Kirill Boljuch · Oleksij Sereda | 406,47 |

### Damer
| Gren                                   | Guld                             | Guld   | Silver                                        | Silver | Brons                                                     | Brons  |
| 1 meter svikt Detaljer...              | Alysha Koloi · Australien        | 260,50 | Grace Reid · Storbritannien                   | 257,25 | Maha Amer · Egypten                                       | 257,15 |
| 3 meter svikt Detaljer...              | Chang Yani · Kina                | 354,75 | Chen Yiwen · Kina                             | 336,60 | Kim Su-ji · Sydkorea                                      | 311,25 |
| 10 meter plattform Detaljer...         | Quan Hongchan · Kina             | 436,25 | Chen Yuxi · Kina                              | 427,80 | Andrea Spendolini-Sirieix · Storbritannien                | 377,10 |
| Parhopp 3 meter svikt Detaljer...      | Kina · Chang Yani · Chen Yiwen   | 323,43 | Australien · Maddison Keeney · Anabelle Smith | 300,45 | Storbritannien · Yasmin Harper · Scarlett Mew Jensen      | 281,70 |
| Parhopp 10 meter plattform Detaljer... | Kina · Chen Yuxi · Quan Hongchan | 362,22 | Nordkorea · Jo Jin-mi · Kim Mi-rae            | 320,70 | Storbritannien · Andrea Spendolini-Sirieix · Lois Toulson | 299,34 |

### Mixat
| Gren                           | Guld                                                                                             | Guld   | Silver                                                                     | Silver | Brons                                                                      | Brons  |
| 3 meter svikt Detaljer...      | Australien · Domonic Bedggood · Maddison Keeney                                                  | 300,93 | Italien · Matteo Santoro · Chiara Pellacani                                | 287,49 | Sydkorea · Yi Jae-gyeong · Kim Su-ji                                       | 285,03 |
| 10 meter plattform Detaljer... | Kina · Huang Jianjie · Zhang Jiaqi                                                               | 353,82 | Nordkorea · Im Yong-myong · Jo Jin-mi                                      | 303,96 | Mexiko · Kevin Berlín · Alejandra Estudillo                                | 296,13 |
| Lag Detaljer...                | Storbritannien · Tom Daley · Scarlett Mew Jensen · Daniel Goodfellow · Andrea Spendolini-Sirieix | 421,65 | Mexiko · Gabriela Agúndez · Randal Willars · Jahir Ocampo · Aranza Vázquez | 412,80 | Australien · Cassiel Rousseau · Maddison Keeney · Nikita Hains · Li Shixin | 385,35 |

## Medaljtabell
*   Värdland ( Qatar)
| Nr                   | Nation               | Guld | Silver | Brons | Totalt |
| -------------------- | -------------------- | ---- | ------ | ----- | ------ |
| 1                    | Kina                 | 9    | 4      | 0     | 13     |
| 2                    | Australien           | 2    | 2      | 1     | 5      |
| 3                    | Storbritannien       | 1    | 2      | 4     | 7      |
| 4                    | Mexiko               | 1    | 1      | 2     | 4      |
| 5                    | Nordkorea            | 0    | 2      | 0     | 2      |
| 5                    | Italien              | 0    | 2      | 0     | 2      |
| 7                    | Ukraina              | 0    | 0      | 2     | 2      |
| 7                    | Sydkorea             | 0    | 0      | 2     | 2      |
| 9                    | Spanien              | 0    | 0      | 1     | 1      |
| 9                    | Egypten              | 0    | 0      | 1     | 1      |
| Totalt (10 nationer) | Totalt (10 nationer) | 13   | 13     | 13    | 39     |